# Torhall veideman
Torhall veideman (fornvästnordiska Þórhallr veiðimaðr) är en karaktär i Erik Rödes saga, där han figurerar som den förste drottkvättskalden i Amerika. År 1003 följde han Torfinn Karlsämne på dennes stora expedition till Vinland. Expeditionen räknade runt 160 deltagare, och ytterligare en diktare tycks ha varit med på resan – men han använde det enklare versmåttet fornyrdislag.
Torhall «var en storväxt karl, stark och svartmuskig och mest lik en turs», står det i Erik rödes saga. Han tycks också ha varit en djupt religiös hedning, väl förtrogen med allt ute i obygderna. Troligen härstammade han från östra Island, men han hade länge varit gårdsfogde och veideman hos hövdingen Erik röde på Brattalid. Veideman (fångstman) var hans yrkestitel; kanske var han valfångare (hvalveiðimaðr).
Vintern 1003/4 led nybyggarna i Vinland brist på mat. De kristna anropade sin Gud men fick ingen bönhörelse. Då smög sig Torhall undan. Efter tre halvdygn fann man honom på en klippa. «Där låg han och stirrade upp i luften med näsan i vädret och bara gapade och mumlade besvärjelser.»  Strax efter strandade en val vid lägret. Då sa Torhall: «Till mer hjälp blev oss nu den rödskäggige än er Krist. Detta har jag fått för den skaldskap jag diktade till Tor, den trogne vännen. Sällan har han svikit mig.» Men de kristna vägrade äta den mat som Tor hade givit dem.
Två av Torhalls strofer på drottkvätt har bevarats i Erik rödes saga. I dessa uttrycker skalden sin besvikelse över att utresans löften så litet hade infriats: Inte en enda droppe vin hade han funnit i Vinland! "Männen sa att jag, då jag kom fram, skulle få den bästa av drycker; nu blir jag nödd att svinga (vatten-)byttan; icke en droppe vin har kommit över mina läppar; i stället får jag kravla mig ner till (vatten-)källan" – ungefär så kan man på prosa återberätta innehållet i den första kända strofen skaldepoesi som skapades på den nordamerikanska kontinenten.
I andra strofen har skalden drabbats av hemlängtan: "Låt oss återvända dit där våra landsmän är; låt våra skepp plöja det breda havet, medan de oförskräckta krigare, som lovprisar det här landet, må slå sig till ro på Furðustrand och koka sitt valkött."
Med eller mot sin vilja blev Torhall en av de första som återvände till den gamla världen, för hans knarr blev med åtta man stormdriven och strandade slutligen på Irland. Där gjorde irerna de skeppsbrutna till trälar, men Torhall som kanske bjöd motstånd tycks ha blivit dräpt.
Torhall omnämns inte i några andra källor än Erik rödes saga och hans existens har ifrågasatts och betraktas som högst osannolik av litteraturforskare och filologer. Berättelserna om honom som flätas kring verserna i sagan betraktas då som skrivbordsprodukter från 1200-talet när sagan nedtecknades.